# Pomar (Badalona)
Pomar es un barrio de Badalona. Con una superficie de 38,48 ha, limita con los barrios de Morera, Pomar de Dalt y Les Guixeres. Según los datos del padrón municipal de 2013, el barrio de Pomar cuenta con 4798 habitantes.

## Historia
El actual barrio de Pomar está formado por bloques de promoción pública construidos en 1968 por el Ministerio de la Vivienda, cuyo resultado fue la creación de 2.000 nuevas viviendas en las que se instalaron unas 10.000 personas en el año 1973, la mayoría de ellos barraquistas afectados por las riadas de los años sesenta o familias desalojadas procedentes de las expropiaciones por la autopista.